# Mnichovský klen
Mnichovský klen (javor klen) je památný strom rostoucí v obci Mnichov pod Pradědem, která je součástí města Vrbno pod Pradědem. Javor roste při severozápadním okraji pozemku, který tvoří zahradu u rodinného domu č.p. 152, asi 25 metrů od domu a přibližně 1,5 metru východně od místní komunikace, v nadmořské výšce přibližně 557 metrů.

## Základní údaje
- Druh: javor klen (někdy označovaný též jako javor horský, Acer pseudoplatanus L.).
- Chráněným stromem byl vyhlášen 27. července 2016. Revize vyhlašovací dokumentace proběhla 10. července 2024. Jako ochranné pásmo okolo stromu byl vyhlášen kruh o poloměru 10 metrů.[1]
- Obvod kmene: javor se nízko nad zemí rozrůstá do tří hlavních statných kmenů, jejichž obvody ve výšce 130 centimetrů jsou 260, 275 a 275 centimetrů.[3]
- Výška stromu: 26,5 metru.[3]
- Odhadované stáří stromu: 130–180 let.[3]
- Poloha: 50°8′8″ s. š., 17°22′38″ v. d.

## Mnichovský modřín
V obci Mnichov pod Pradědem, u stejné místní komunikace, jen asi 230 metrů severněji, se nachází další památný strom nazývaný mnichovský modřín (druh modřín opadavý, na informační tabuli uveden jako modřín evropský; Larix decidua), který byl vyhlášen již v roce 2007, je vysoký 23,5 metru a obvod jeho kmene je 310 centimetrů.

## Fotogalerie

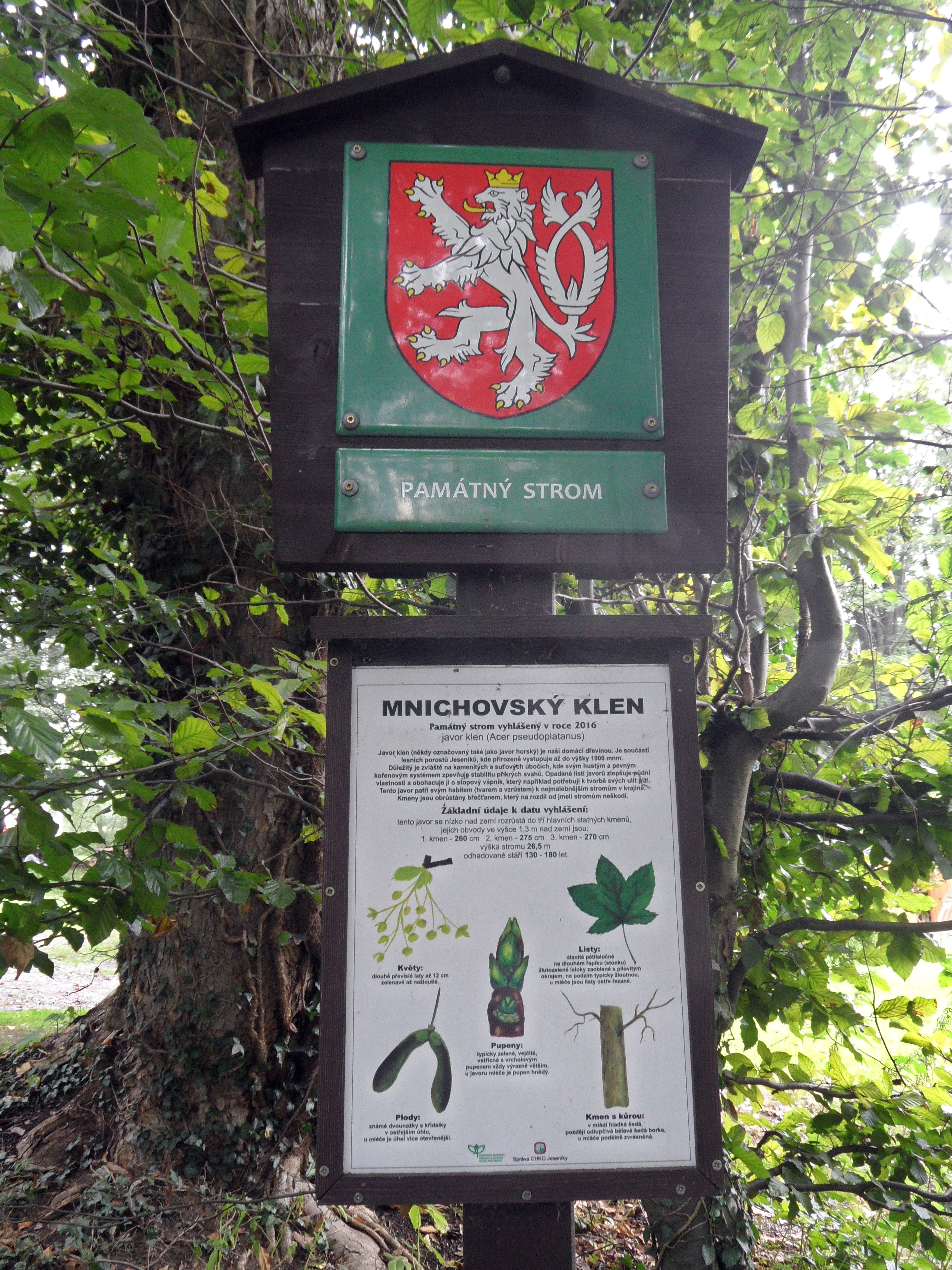
Informační tabule
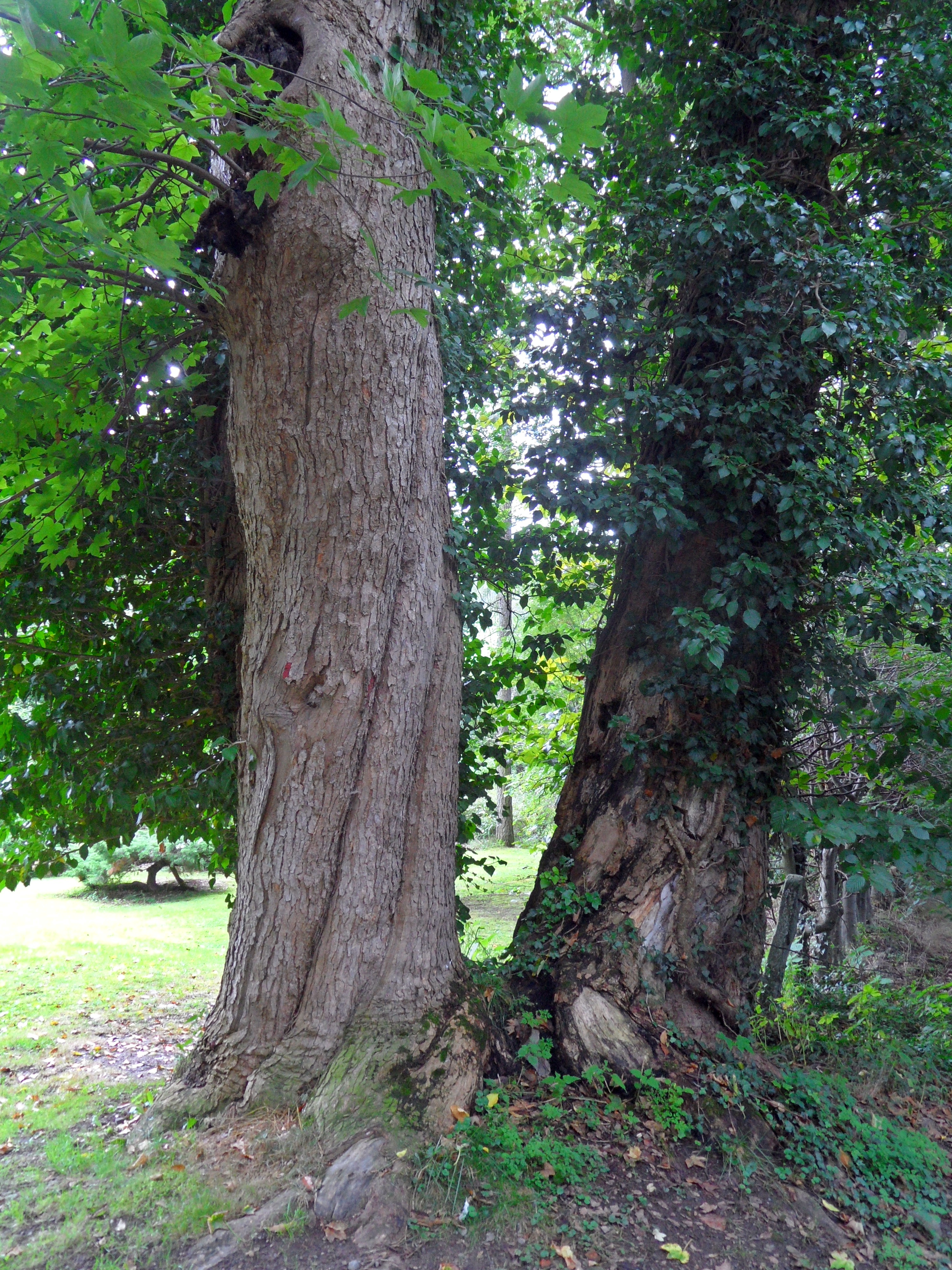
Detail kmenů
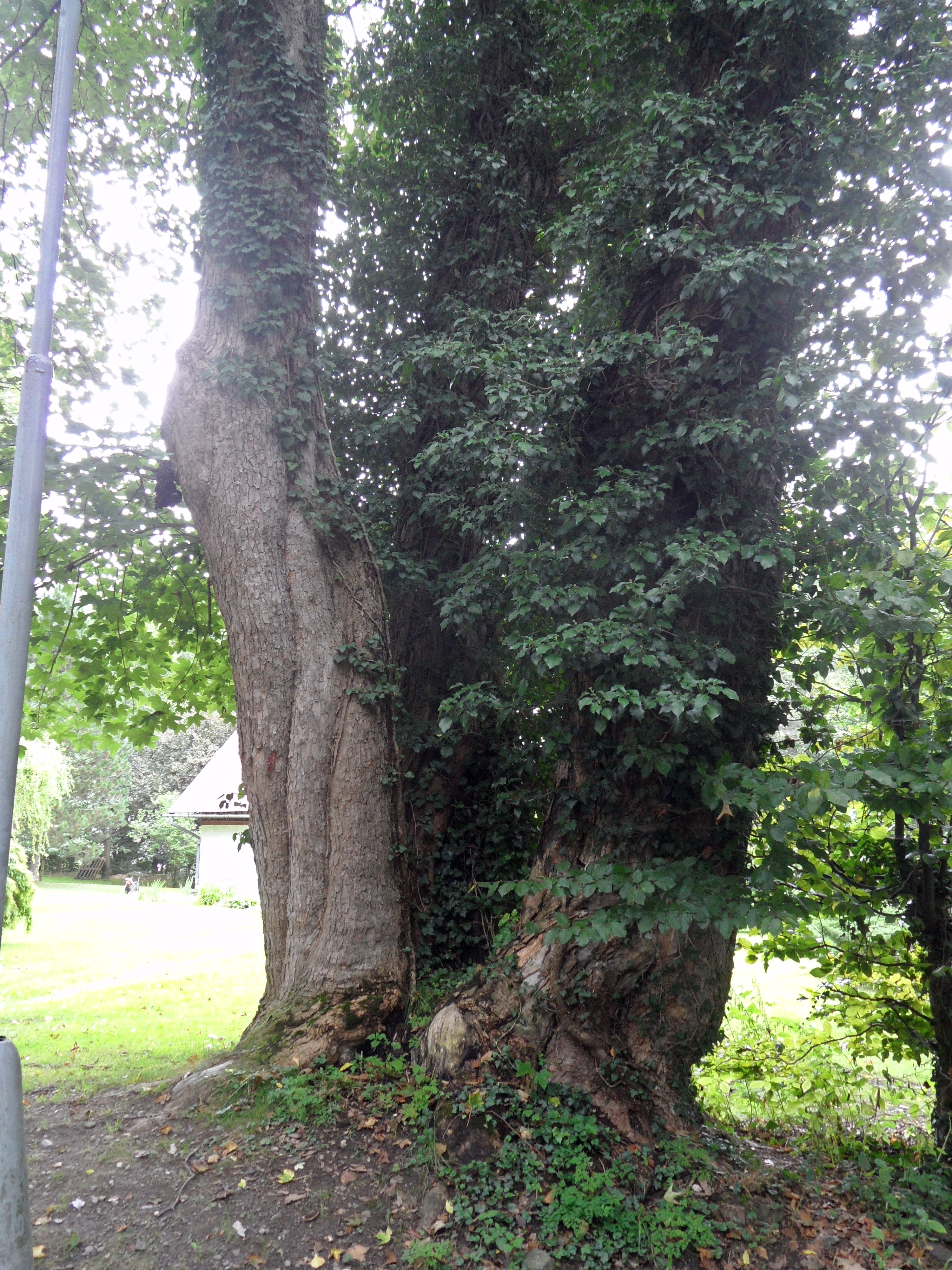
Detail všech 3 kmenů